# Eggerland Mystery
Eggerland Mystery (Japans: エッガーランド ミステリー Eggerland Misuteri) is een computerspel dat werd in 1985 werd ontwikkeld en uitgegeven door HAL Laboratory. Het spel is van het genre puzzelspel. Lala, de oudste dochter van Koning Eden van het Land van Eden is ontvoerd en de speler moet in de persoon van Lolo, de dapperste strijder van het dorp, haar bevrijden. Het doel van elke kamer is alle harten verzamelen en in de kist te lopen naar het einde. Het spel kan met het toetsenbord en joystick gespeeld worden.